# Palmeira do Piauí
Palmeira do Piauí es un municipio brasileño del estado del Piauí. Se localiza a una latitud 08º43'37" sur y a una longitud 44º14'08" oeste, estando a una altitud de 270 metros. Su población estimada en 2004 era de 5 586 habitantes.
Posee un área de 2.021,228 km².
Está localizado al sur del estado próximo a los municipios de Bom Jesus y Cristino Castro. La ciudad está localizada a 10 km de la BR 135 (principal vía del estado del Piauí) y es bañada por el Río Gurgueia y por los arroyos que pasan por toda la ciudad. Es unida a la BR 135 a través de un puente de madera y metal, realizada con recursos propios, también en la administración del ex-prefeito, el médico Antônio Miguel Pinheiro y Silva.
De entre las bellezas naturales del municipio, pueden ser citados además de los arroyos, las grandes sierras que están en el retorno de la ciudad, el pozo de agua localizado a aproximadamente 9 km del centro de la ciudad que es un lugar donde el agua brota de los cerros sin parar.
Lo más sorprendente del municipio es la tranquilidad, la hospitalidad de sus residentes y la organización, la ciudad está siempre bien limpia.
Actualmente es administrada por el prefecto Juán de la Cruz Rosal de la Luz y por el viceprefecto Salvador Pinheiro y Silva.